# 妫水河站
妫水河站曾是京包铁路（原名為京张铁路）上的一个小火车站，位于河北省张家口市怀来县境内，因1954年修建官厅水库而被废弃，旧址在今京包铁路官厅水库大桥处。